# Robert de Craon
Pour les articles homonymes, voir Robert le Bourguignon.
Ne doit pas être confondu avec Robert IV de Sablé.
Robert IV le Bourguignon dit Robert de Craon, sire de Craon, fils de Renaud le Bourguignon et d'Ennoguen de Vitré est un croisé. Il est le deuxième maître de l'ordre du Temple, de 1136-1137 jusqu'en janvier 1149.

## Biographie
Né sans doute à la fin du XIe ou au début du XIIe siècle, et d'origine angevine, il est le fils de Renaud de Craon et d'Ennoguen de Vitré, fille de Robert Ier de Vitré, et le frère cadet de Maurice Ier de Craon, seigneur de Craon. Il s'installe en Aquitaine et est fiancé à la fille d'un seigneur de l'Angoumois. Peut-être à la suite d'une déception amoureuse, il quitte l'Occident en 1125 et part pour la Terre sainte. Il y devient rapidement Templier.
Robert n'est pas présent au concile de Troyes, réuni pour légiférer sur l'ordre du Temple. Toutefois, il est de retour en Occident en 1132. À ce moment, il est sénéchal du Temple, ce qui permet d'attester que, déjà à l'époque, une hiérarchie était en place. On remarque que sénéchal est un titre qui sera ensuite réservé au Temple en Orient : on pourrait en déduire qu'alors l'ordre n'était pas assez implanté en Occident pour distinguer les hiérarchies. Or donc, Robert est en Occident en 1132, probablement pour faire connaître l'ordre. Il y retourne en 1136.
Il s'impose à la fois par sa valeur militaire, mais aussi par sa piété. Aussi est-il désigné maître, sans doute en juin 1136, à la mort du fondateur de l'ordre, Hugues de Payns. Il se révèle un brillant organisateur et fait de l'ordre du Temple un acteur majeur des États latins d'Orient. Son rôle législatif interne est considérable et, le 29 mars 1139, le pape Innocent II, par sa bulle          « Omne datum optimum », accorde à l'ordre un certain nombre de privilèges. Ainsi, les Templiers sont exemptés de la dîme, de la juridiction épiscopale (ce qui signifie que l'ordre a ses propres ecclésiastiques, qui ne relèvent pas des évêques), et ils sont habilités (1147) à arborer leur signe exclusif, la fameuse croix de gueules (rouge) pattée sur champ d'argent (blanc).
Robert de Craon est moins heureux sur le plan militaire. À peine élu, il bat l'émir d'Alep, mais laisse ses chevaliers se livrer aux pillages. L'émir se retourne alors contre eux et les taille en pièces. Robert de Craon autorise les Templiers d'Espagne à lancer une expédition importante (près de 70 vaisseaux) contre Lisbonne, mais c'est aussi un échec. En 1140, les Templiers résistent avec héroïsme à une armée de Turcs bien plus nombreuse à la bataille de Teqoa.
Le chroniqueur Guillaume de Tyr le cite comme participant en 1148 à la deuxième croisade, notamment au cours du siège de Damas. Il semble que Robert de Craon soit mort le 13 janvier 1149. L'obituaire de la commanderie de Reims signale en effet sa mort le jour des ides de janvier, soit le 13, et son successeur, Évrard des Barres, est déjà en place en avril 1149.

## Les hommes de son temps
Au cours de sa vie et comme maître de l'ordre du Temple, Robert de Craon a côtoyé des hommes remarquables :